# Эвмениды (Эсхил)
«Эвмени́ды» (др.-греч. Εὐμενίδες) — трагедия древнегреческого драматурга Эсхила, поставленная в 458 году до н. э. Входила в состав тетралогии «Орестея» наряду с трагедиями «Агамемнон» и «Хоэфоры» и сатировской драмой «Протей».

## Сюжет
Трагедия посвящена одному из эпизодов мифологического цикла о Пелопидах. Орест, убивший собственную мать Клитемнестру, чтобы отомстить за отца, спасается от преследования Эриний в дельфийском храме Аполлона, а затем бежит в Афины, где Ареопаг его судит. Во время процесса Эринии заявляют, что Клитемнестра, убивая Агамемнона, не пролила родной крови, а значит, свершённая над ней месть преступна. Аполлон, выступивший в роли защитника Ореста, настаивал на том, что истинным родителем ребёнка является отец, а не мать. Благодаря позиции богини Афины Орест был оправдан. Чтобы умилостивить Эриний, жители города устанавливают новый культ в их честь как «милостивых богинь» (эвменид). Соответственно действие пьесы происходит в двух местах — в Дельфах, перед храмом Аполлона, и в Афинах, перед храмом Афины Паллады.
Исследователи видят в «Эвменидах» выступление в защиту Ареопага, полномочия которого за несколько лет до постановки «Орестеи» были существенно урезаны политиками демократического толка. Афина в «Эвменидах» велит афинянам ни в чём не менять устройство и работу Ареопага. Ещё одна отсылка к настоящему — данное Орестом обещание вечного союза Аргоса с Афинами (судя по этой реплике, Эсхил был в числе сторонников союза с аргивянами против Спарты).
Фридрих Энгельс полагал, что в «Эвменидах» показаны победа отцовского права над материнским, смена матриархата, олицетворением которого могла быть Клитемнестра, патриархатом.

## Судьба пьесы
«Эвмениды» вошли в состав тетралогии «Орестея» наряду с трагедиями «Агамемнон» и «Хоэфоры» и сатировской драмой «Протей». Этот драматический цикл был впервые поставлен на сцене в 458 году до н. э. и имел большой успех у публики. Он занял первое место в состязании, что стало, по-видимому, последней победой Эсхила, умершего в 456 году до н. э..
Предположительно «Эвмениды» ставили на афинской сцене и в последующие десятилетия: отсылки к «Орестее» в комедии Аристофана «Лягушки» предполагают знакомство публики с этой тетралогией. Все три трагедии в эпоху поздней античности вошли в школьный канон Эсхила, благодаря чему их текст сохранился.
Латинскую переделку «Эвменид» с тем же названием создал Квинт Энний.

## Издание на русском языке
- Эсхил. Эвмениды. Перевод С. К. Апта // Эсхил. Трагедии. М., 1978. С. 293—334.